# Morrow (Ohio)
Morrow és una població dels Estats Units a l'estat d'Ohio. Segons el cens del 2000 tenia 1.286 habitants.

## Demografia
Segons el cens del 2000, Morrow tenia 1.286 habitants, 462 habitatges, i 298 famílies. La densitat de població era de 293,8 habitants per km².
Dels 462 habitatges en un 34% hi vivien nens de menys de 18 anys, en un 47,4% hi vivien parelles casades, en un 14,1% dones solteres, i en un 35,3% no eren unitats familiars. En el 29% dels habitatges hi vivien persones soles el 14,5% de les quals corresponia a persones de 65 anys o més que vivien soles. El nombre mitjà de persones vivint en cada habitatge era de 2,58 i el nombre mitjà de persones que vivien en cada família era de 3,19.
Per edats la població es repartia de la següent manera: un 25,6% tenia menys de 18 anys, un 6,6% entre 18 i 24, un 30,6% entre 25 i 44, un 21,4% de 45 a 60 i un 15,9% 65 anys o més.
L'edat mediana era de 37 anys. Per cada 100 dones de 18 o més anys hi havia 83 homes.
La renda mediana per habitatge era de 32.566 $ i la renda mediana per família de 44.750 $. Els homes tenien una renda mediana de 31.827 $ mentre que les dones 24.444 $. La renda per capita de la població era de 15.416 $. Aproximadament el 5,2% de les famílies i el 15,5% de la població estaven per davall del llindar de pobresa.

## Poblacions més properes
El següent diagrama mostra les poblacions més properes.